# Leuctra quadrimaculata
Leuctra quadrimaculata är en bäcksländeart som beskrevs av Kis 1963. Leuctra quadrimaculata ingår i släktet Leuctra och familjen smalbäcksländor. Inga underarter finns listade i Catalogue of Life.